# Vicia ocalensis
Vicia ocalensis là một loài thực vật có hoa trong họ Đậu. Loài này được R.K.Godfrey & Kral miêu tả khoa học đầu tiên.